# معاوية بن مرداس
ابن مرداس ((معاوية بن مرداس بن أبي عامر السلمي.))
((ذَكَرَهُ ابْنُ الْكَلْبِيِّ وغيره؛ ففي الأخبار المنثورة لأبِي بَكْرِ بْنِ دُرَيْدٍ بسنده عن ابن الكلبيّ؛ عن أبي مسكين، قال: نزل دريد بن الصمة الجُشَمي بعمرو بن الحارث بن الشريد؛ فرأى أخته الخنساء؛ واسمها تُمَاضر؛ وهي تَهْنَأ بعيرًا لها؛ ثم نضت ثيابها فاغتسلت؛ ودُريدٌ ينظر؛ فرأى شيئاً أعجبه... فذكر القصة؛ وأنه خطبها فامتنعت وتزوَّجت بعد ذلك عبد الله بن رَوَاحة بن عصية السلميّ؛ فولدت له أبا شَجَرة؛ ثم خلف عليها مرداس بن أبي عامر؛ فولدت له معاوية؛ ويزيد؛ وعمرو؛ وعمارة؛ فهلك معاوية أيام عمر بالمدينة؛ فقال عمر حين بلغه موتُه: هلك الحُلاَحل بن مرداس؛ أما والله لو عاش لأكرمته. انتهى. وقد ذكروا خنساء في الصحابة، وأنها شهدت القادسية؛ ومعها أرْبَعُ بنين لها؛ فاستشهدوا وورثتهم.))

## نسبه
- أبوه مرداس ابن أبي عامر بن حارثة بن عبد قيس بن رفاعة بن الحارث بن بهثة بن سليم بن منصور بن عكرمة بن خصفة بن قيس بن عيلان بن مضر بن نزار بن معد بن عدنان[1]، وكان مرداس من سادة العرب. ومن سادة سُليم وفرسانها وأثريائها. وقد اشترك مع حرب بن أمية القرشي في (القرية)، وهي غيضة شجر ملتف لايُرام.[2]
- أمه الخنساء وهي تماضر بنت عمرو بن الحارث بن الشريد وهو عمرو بن رياح بن يقظة بن عصية بن خفاف بن امرئ القيس بن بهثة بن سليم بن منصور بن عكرمة بن خصفة بن قيس بن عيلان بن مضر بن نزار بن معد بن عدنان.[3]
- وهو أخو عمرة بنت مرداس.[4]

## أبو يزيد مرداس بن أبي عامر
هو والد معاوية بن مرداس. ووالد أبي عامر جد مرداس : هو رفاعة، وقيل جارية بن عبد بن عبس ابن رفاعة بن الحارث بن بهثة بن سُليم بن منصور بن عكرمة بن خصفة ابن قيس بن عيلان بن مضر.
وكان مرداس ممن حضر يوم شعب جبلة في صف بني عامر وأبلى في ذلك اليوم بلاءً حسناً.
وكان مرداس من سادة العرب. ومن سادة سُليم وفرسانها وأثريائها. وقد اشترك مع حرب بن أمية القرشي في (القرية)، وهي غيضة شجر ملتف لايُرام.. قيل : إنهما مرا بها يوماً، فقال مرداس لحرب : أما ترى هذا الوضع ؟.. قال : نعم !.. بلى !.. قال : نعم المُزدرع هو، فهل لك أن تكوني شريكي فيه، ونحرق هذه الغيضة ثم نزدرعه بعد ذلك ؟ قال : نعم !.. فأضرما النار في الغيضة. فلما استطارت النار وعلا فيها لهب، سُمع فيها أنين وضجيج كثير، ثم ظهرت منها حيات بيض تطير حتى قطعتها وخرجت منها. ولم يلبث مرداس وحرب أن ماتا.
وينسبون موت مرداس إلى الجن – ربما لأنه هو صاحب الفكرة الذي أشار على حرب بن أمية بازدراع الغيضة وإشعال النار فيها حتى ظهرت منها الحيات البيض وطارت هاربة منها – ودفن مرداس بن أبي عامر بالقرية التي استصلحها وازدرعها، ثم ادعاها بعد ذلك كليب بن أبي عيهمة السُلمي ثم الظفري.
قالت الخنساء رضي الله عنها ترثي زوجها مرداس :
ألا اختار مِرداساً على الناس قاتله *** ولو عــاده كــناته وحلائله
وقلن ألا هل من شعفاءٍ ينـــاله ***وقد منع الشــفاء من هو قاتله
وقد منع الشفاء من شـــد قادراً *** وقد علقت هند بن عمرو حبائله
فلما رآه البـــــدر أظلم كاسفاً *** أرن شـــوان بُرقه فمسايله
رنيناً وما يُغني الرنين وقــد أتى *** بنعشك من فوق القرية حامله
وفضل مرداساً على الناس فضله *** وأن كل همّ همه فهو فاعله
وأن رب وادٍ يكره القــــــوم هبطه *** هبطت وماء منهلٍ أنت نازله
تركت بــه ليلاً طويلاً ومنزلاً ***تعاوى على جنب الطريق عواسله
وسبيٍ كآرام الصـــريم حويته *** خلال رجالٍ مُستكينٍ عواطله
فعدت عليه بعد بؤسى بأنعمٍ ***وكـــلهم يُثني بــه ويواصله
متى ما تُعادل ماجداً تعتدل به ***كما عدل الميزان بالكف ثاقله
وقالت الخنساء رضي الله عنها - في رواية (أبي عمرو) :
ليبكِ الفيض مرداساً سُليم *** أولو أحسابها وأولو نُهاها
وخيلٍ قــد لففت بجمع خيلٍ *** فدارت بين كبشيها رحاها